# ТЕЦ НПЗ Районг (IRPC)
12°39′24″ пн. ш. 101°18′42″ сх. д. / 12.65667° пн. ш. 101.31167° сх. д.
ТЕЦ НПЗ Районг (IRPC) – складова виробничого майданчику таїландської компанії Integrated Refinery & Petrochemical Complex (IRPC), яка забезпечує його тепловою та електричною енергією.
В 1982 році в районі Районг почався розвиток нафтохімічного майданчику приватної компанії Thai Petrochemical Industry (TPI), який в 1998-му доповнили великим нафтопереробним заводом (станом на кінець 2010-х третій за потужністю в країні із показником у 215 тисяч барелів на добу – понад 10 млн тон на рік) та установкою парового крекінгу. Спорудження нових виробництв на майданчику продовжилось і в 21 столітті, хоча через проблеми з виплатою боргів контроль над ним з 2006 року перейшов до Integrated Refinery & Petrochemical Complex (IRPC), головним акціонером якої став державний нафтогазовий конгломерат PTT.
Для забезпечення індустріальної зони Районг енергією тут спорудили власне енергетичне господарство. Воно було розраховане на споживання нафтопродуктів та вугілля і мало здатність генерувати 108 МВт електроенергії та 200 тон технологічної пари на годину.
У 2011 році ввели в дію теплоелектроцентраль потужністю 220 МВт. Її обладнали шістьома газовими турбінами, відпрацьовані якими гази подаються у шість котлів-утилізаторів, що здатні виробляти для потреб індустріальної зони до 420 тон технологічної пари на годину. Як паливо новий об’єкт споживає природний газ, при цьому є відомості, що його поява дозволила відмовитись від  використання нафтопродуктів для генерації електроенергії.
Подача блакитного палива до індустріальної зони Районг відбувається із розташованого дещо західніше газопереробного заводу Районг, що працює із продукцією офшорних родовищ Сіамської затоки (також у цьому районі з 2011-го діє термінал для імпорту ЗПГ Мап-Та-Пхут).
Видача електроенергії відбувається по ЛЕП, розрахованим на роботу під напругою 115 кВ та 22 кВ.
Можливо також відзначити, що з середини 2010-х років частина потреб індустріальної зони Районг у електроенергії та парі покривається ТЕЦ IRPC Clean Power.